# 김명국 (배우)
김명국(1963년 3월 2일~)은 대한민국의 배우이다.
그는 서울특별시 용산구 출생이며, 1983년 MBC 대학가요제를 통해 첫 데뷔하였고 1986년 연극배우 데뷔하였으며 1988년 영화 《칠수와 만수》의 단역으로 영화배우 데뷔하였고 이후 주로 연극 분야에서 무명으로 활동하다가 1999년에 찍은 맥도날드 CF를 통해 "맥도날드 아저씨"라고 불리며 널리 알려졌다.

## 학력
- 서울남정초등학교 졸업
- 배문중학교 졸업
- 배문고등학교 졸업
- 서울예술대학교 (연극과 82 / 전문학사)

## 출연작

### 영화
- 2021년 《이번엔 잘 되겠지》
- 2019년 《아빠는 예쁘다》 - 덕재 역
- 2019년 《인턴형사 오견식》 - 권 형사 역
- 2016년 《특별수사: 사형수의 편지》 - 황 검사 역
- 2014년 《제4 이노베이터》 - 유 박사 역
- 2010년 《불량남녀》 - 노부부 택시기사 역
- 2010년 《웨딩드레스》 - 정운 역
- 2008년 《신기전》 - 명 황제 역
- 2008년 《마지막 선물》 - 조영우 형 역
- 2006년 《생날선생》 - 교장 역
- 2004년 《그녀를 모르면 간첩》 - 고봉 아빠 역
- 2003년 《와일드 카드》 - 장칠순 역
- 2003년 《원더풀 데이즈》 - 총독 목소리 역
- 2002년 《긴급조치 19호》 - 진압대장 역
- 2001년 《우먼 파트너 놀자》 - 장동휘 역
- 2001년 《광시곡》 - 첩보요원 역
- 2000년 《싸이렌》 - 문종훈 역
- 2000년 《그림일기》 - 왕코 역
- 1999년 《주유소 습격 사건》 - 마티즈 남 역
- 1999년 《신장개업》 - 슈퍼 역
- 1999년 《얼굴》 - 김영생 역
- 1999년 《닥터 K》 - 덩치 남 역
- 1998년 《약속》 - 남정택 역
- 1998년 《엑스트라》
- 1998년 《생과부 위자료 청구 소송》 - 영석 역
- 1996년 《은행나무 침대》 - 진명 역
- 1996년 《진짜 사나이》 - 구레나룻 역
- 1988년 《칠수와 만수》 - 백화점 지배인 역

### TV 드라마
- 2019년 KBS 《동네변호사 조들호 2: 죄와 벌》 - 이재룡 역
- 2018년 JTBC 《뷰티 인사이드》 - 장경구 역
- 2017년 KNN 촌티콤 《웰컴 투 가오리 시즌2》 - 기장군 역
- 2017년 OCN 《보이스》 - 차명철 역
- 2016년 MBC 《굿바이 미스터 블랙》 - 남성우 이사 역
- 2015년 KBS 《징비록》 - 사헌 역
- 2014년 SBS 《비밀의 문》 - 홍봉한 역
- 2013년 MBC 《금 나와라, 뚝딱!》 - 박수창 역 (특별출연)
- 2013년 MBC 《기황후》 - 장순용 역
- 2012년 MBC 《무신》 - 원 세조 쿠빌라이 칸 역
- 2012년 KBS 《대왕의 꿈》 - 금강 역
- 2012년 KBS 《울랄라 부부》 - 한만수 역
- 2012년 KBS 《KBS 드라마 스페셜 연작 시리즈 - 강철본색》 - 규영 역
- 2012년 MBC 《닥터 진》 - 이교리 역
- 2012년 MBC 《해를 품은 달》 - 나대길 역
- 2011년 채널A 《천상의 화원 곰배령》 - 오철주 역
- 2011년 SBS 《내사랑 내곁에》 - 이만수 역
- 2010년 SBS 《나는 전설이다》 - 양광열 역
- 2010년 KBS1 《거상 김만덕》 - 최남구 역
- 2010년 MBC 《신이라 불리운 사나이》
- 2009년 KBS2 《아가씨를 부탁해》 - 강철구 이사 역
- 2009년 SBS 《카인과 아벨》 - 방태만 역
- 2009년 KBS2 《천추태후》 - 야율적렬 역
- 2008년 MBC 《천하일색 박정금》 - 최 반장 역
- 2007년 KBS2 《한성별곡》 - 홍행수 역
- 2007년 KBS2 《행복한 여자》
- 2006년 KBS2 《도망자 이두용》 - 규영 역
- 2006년 SBS 《연개소문》 - 우중문 역
- 2006년 KBS2 《화랑전사 마루》 - 노종인 역
- 2005년 MBC 《결혼합시다》 - 황봉구 역
- 2005년 MBC 《신돈》 - 정세운 역
- 2004년 KBS1 《불멸의 이순신》 - 송희립 역
- 2004년 MBC 《천생연분》 - 남두일 역
- 2003년 KBS1 《무인시대》 - 채원 역
- 2002년 MBC 《네 멋대로 해라》 - 박정달 역
- 2001년 SBS 《화려한 시절》 - 김일수 역
- 2000년 KBS 《태조 왕건》 - 선장, 상귀 역(1인 2역)
- 2000년 MBC 《시트콤 세 친구》 - 꽃집 주인 김명국 역으로 카메오 단역
- 1999년 KBS2 《부부클리닉 사랑과 전쟁》
- 1999년 KBS2 《우리는 길 잃은 작은 새를 보았다》
- 1999년 SBS 《청춘의 덫》
- 1998년 KBS2 《야망의 전설》
- 1998년 MBC 《육남매》
- 1995년 SBS 《모래시계》
- 1992년 SBS 《해빙기의 아침》

### 연극
- 《세종대왕》 ... 경녕군 이비 역(조연)
- 《고도를 기다리며》
- 《30분의 7》

### 뮤지컬
- 《아가씨와 건달들》

### 예능
- 2015년 1월 6일 KBS2 《1대 100》

## 도서
- 2005년 《내 아이는 천국의 아이입니다》 랜덤하우스 코리아

## 수상 및 후보
| 연도 | 시상식                      | 부문               | 작품             | 결과 |
| ---- | --------------------------- | ------------------ | ---------------- | ---- |
| 1983 | MBC 대학가요제              | 은상               | 12시 정각이었어! | 수상 |
| 1991 | 한국일보                    | 올해를 빛낸 신인상 | 빈칸             | 수상 |
| 2003 | KBS 연기대상                | 남자 조연상        | 무인시대         | 후보 |
| 2008 | 제16회 대한민국문화연예대상 | 모범연예인상       |                  | 수상 |
| 2013 | 보건복지부                  | 장관표창           | 빈칸             | 수상 |

## 홍보대사
- 2005 한국생명나눔운동본부 홍보대사[3]